# PCM Railone
PCM Railone (Eigenschreibweise PCM RAILONE) ist ein deutscher Produzent für Betonschwellen und Fahrwegsysteme für den schienengebundenen Fern- und Nahverkehr. Die Unternehmensgruppe ist international mit Produktionsstandorten und Gesellschaften präsent. 

## Produkte
Das Unternehmen fertigt schienengebundene Fahrwegsysteme im Bereich des Fern- und Regionalverkehrs mit Schotteroberbau (Betonschwelle B70, Weichenschwellen, Hochleistungsschwellen, Breitschwellen und besohlte Schwellen) sowie mit Fester Fahrbahn.
Für den Nahverkehr bietet Rail One Systeme mit Schotteroberbau (TBS und LIS) sowie mit fester Fahrbahn.

## Standorte
Zu den Unternehmensstandorten in Deutschland zählen Neumarkt in der Oberpfalz (Hauptsitz), Neumarkt in der Oberpfalz (Produktion), Coswig, Schwandorf und Aschaffenburg. Daneben bestehen internationale Standorte in Rumänien (Buzău), Saudi-Arabien, Spanien (Constantí, Tarragona), Südkorea (Seoul), Ungarn (Lábatlan), UK, der Türkei, den USA und Indien.